# Лексингтон (Южная Каролина)
Лексингтон (англ. Lexington) — крупнейший город и административный центр (столица) одноимённого округа в штате Южная Каролина в Соединённых Штатах Америки.
Согласно результатам переписи населения США, проведённой в 2020 году, число жителей города составляло 23 568 человек, что, для такого небольшого населённого пункта, существенно ьше (+ 31,9%), чем было во время предыдущей переписи прошедшей в 2010 году (17 870 человек).

## История
В 1735 году колониальное правительство короля Великобритании Георга II основало 11 тауншипов в глубине Южной Каролины, чтобы стимулировать заселение и служить буфером между индейскими племенами на западе и колониальными плантациями в Лоукантри. 
Среди этих тауншипов был, в частности, тауншип Саксен-Гота (англ. Saxe Gotha), процветавший благодаря выращиванию основных сельскохозяйственных культур: кукурузы, пшеницы, табака, конопли и льна, а также добыче пчелиного воска и разведению крупного рогатого скота. Его жители были преимущественно немецкого и швейцарского происхождения. В этом районе существовали два основных маршрута коренных американцев: тропа (путь) чероки, основной путь английских и шотландских торговцев из Чарльзтауна к коренным американцам в Аппалачских горах, и тропа окканичи, соединявший аборигенов из региона Чесапикского залива с Северной Каролиной, Южной Каролиной и Джорджией.
В 1781 году к югу от современного города произошла битва при Мадди-Спрингс, а сражение при Таррар-Спрингс произошло в пределах нынешних границ Лексингтона.

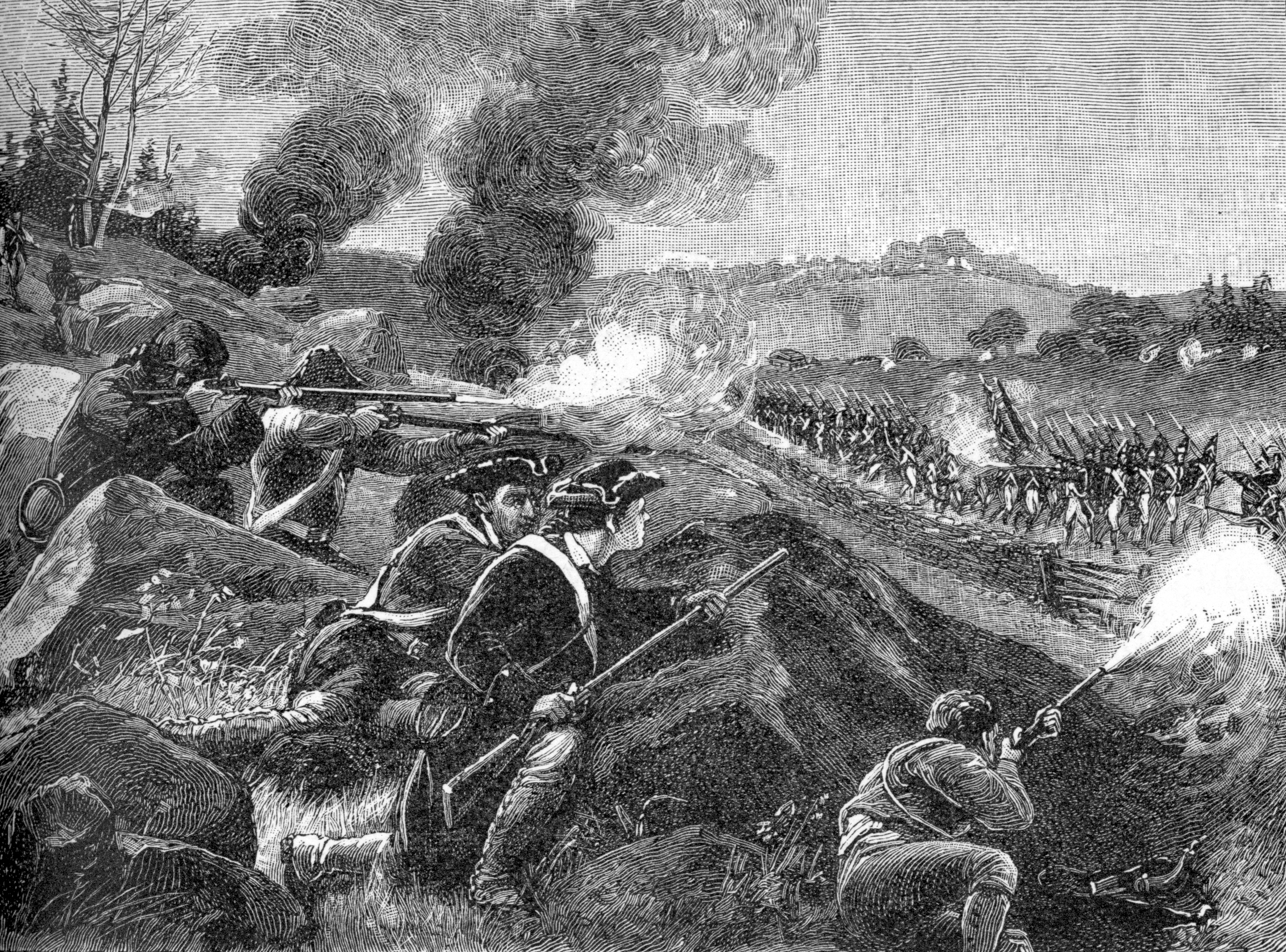
Битва при Лексингтоне

В 1785 году название округа Саксен-Гота было заменено на округ Лексингтон в память о сражениях 1775 года при Лексингтоне и Конкорде в штате Массачусетс в ходе Войны за независимость США. 
До 1820 года административным центром округа Лексингтон был Гранби, но постоянные наводнения вынудили местные власти перенести здание суда на его нынешнее место в Лексингтоне. Местные жители называли этот район «Лексингтонским судом», но статус города Лексингтон получил только в 1861 году.
Во время Марша Шермана к морю на западном театре Гражданской войны в США большая часть города Лексингтон была разрушена войсками Союза, которые защищали западный фланг генерала Шермана от атак на Колумбию. Большая часть города Лексингтон, включая здание суда, была сожжена. Как и большая часть Юга после войны, Лексингтон испытывал большие экономические трудности, но местные фермы, железная дорога, а также текстильная и лесная промышленность помогли стабилизировать экономику после Реконструкции. Многие нынешние кирпичные здания были построены уже после войны.
18 сентября 2013 года на заправке Murphy Express на шоссе Огаста в Лексингтоне был продан выигрышный билет Powerball на 400 миллионов долларов. Это пятый по величине выигрышный билет в лотереях США.
В 2015 году остатки урагана «Хоакин» вызвали сильное наводнение в Южной Каролине. В Лексингтоне это привело к разрушению плотины Гибсон-Парк (англ. Gibson Park Dam), что способствовало обрушению плотины Олд-Милл (англ. Old Mill Dam). Плотина Гибсон-Парк была реконструирована и открыта для посещения в 2021 году; плотина Олд-Милл была реконструирована в 2022 году. Наводнение также привело к разрушению нескольких дорог, зданий и предприятий.

## География
Лексингтон находится на высоте около 120 метров над уровнем моря, примерно в 12 милях (19 км) к западу от города Колумбии, административного центра округа Ричленд, столицы Южной Каролины и второго по величине населённого пункта штата.

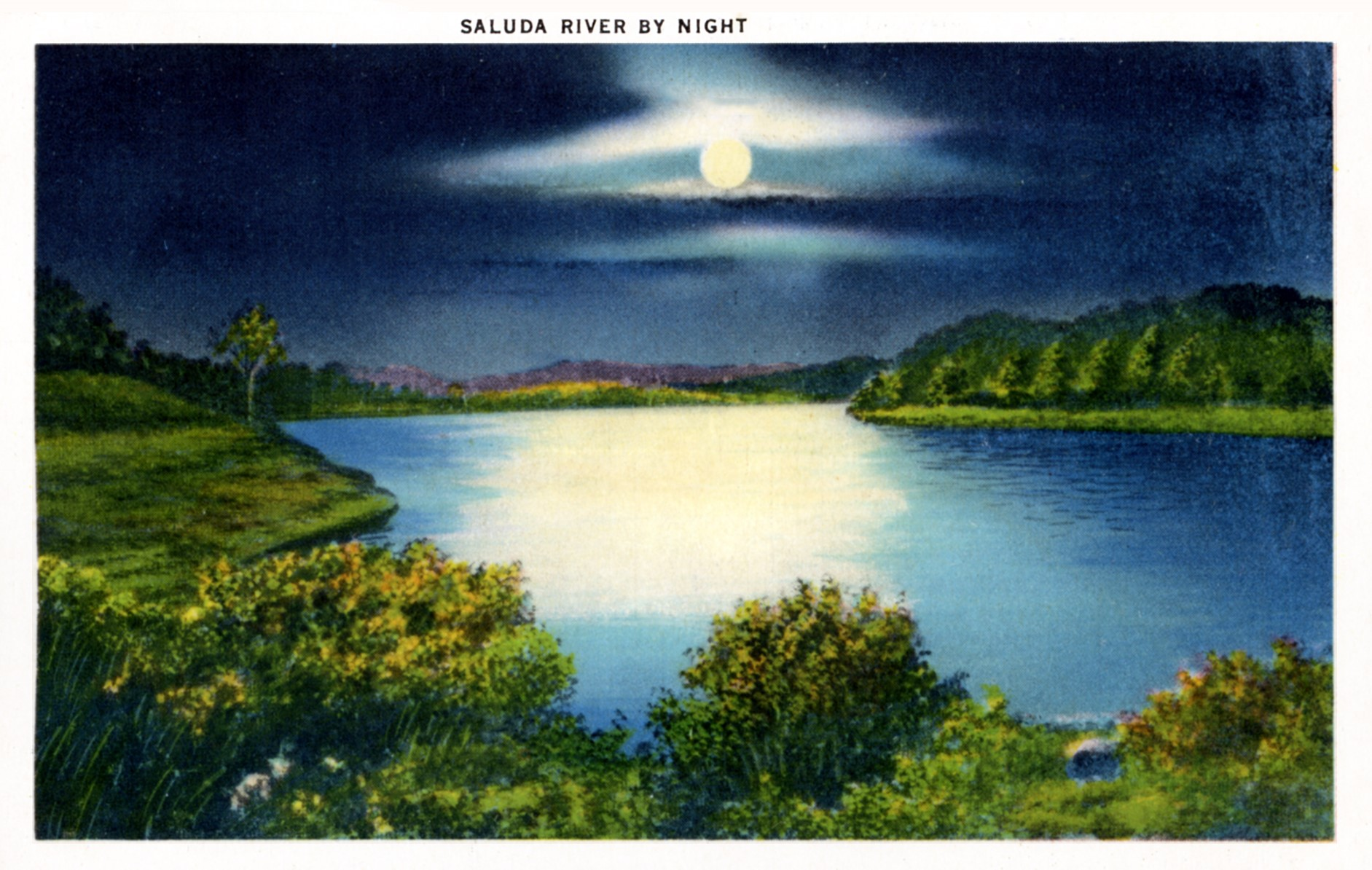
Река Салуда (река)

С севера город орошается рекой Фёртинмайл-Крик, а с юга — рекой Твелвмайл-Крик, которые текут на северо-восток и затем впадают в реку Салуда.
В соответствии с данными указанными на сайте центрального статистического органа страны — Бюро переписи населения США, общая площадь города составляет 12,0 квадратных мили (31,0 км²), из которых 11,9 квадратных мили (30,7 км²) приходится на сушу и 0,2 квадратных мили (0,4 км² или 1,21%) занимает водная поверхность.

## Климат
Самая низкая зарегистрированная температура в Лексингтоне −2 °F (−19 °C) была зарегистрирована в феврале 1899 года. Самая высокая зарегистрированная температура составила 111 °F (44 °C) в июне 2012 года. В июле в городе выпадает наибольшее количество осадков. В Лексингтоне в среднем выпадает 48 дюймов (1,2 м) осадков в год; из них снега в среднем выпадает 1,6 дюйма (4,1 сантиметра).